# Érsekhalma
Érsekhalma (em croata: Loma) é um município da Hungria, situado no condado de Bács-Kiskun. Tem 27,56 km² de área e sua população em 2015 foi estimada em 547 habitantes.